# Martinova bouda

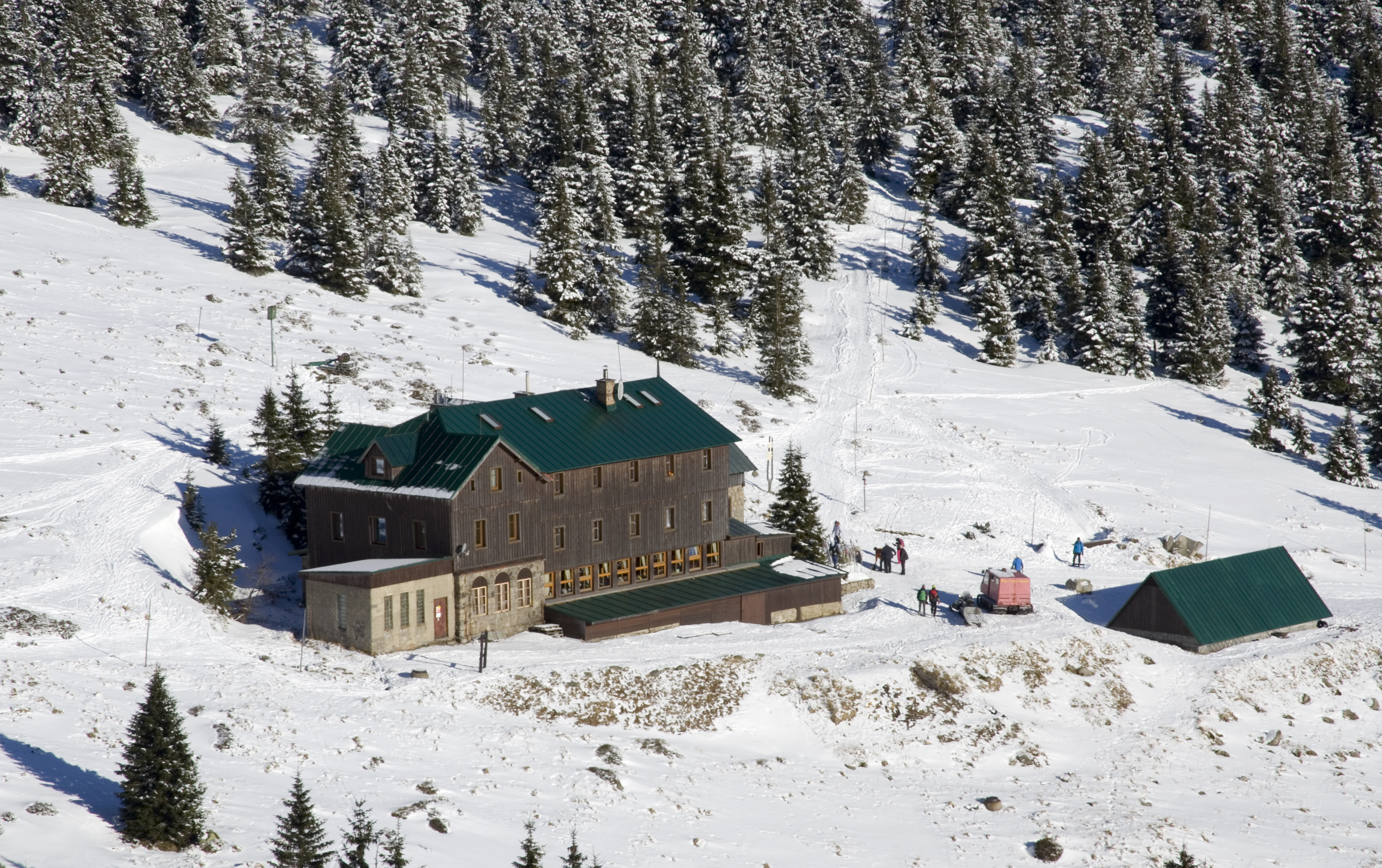
Martinova bouda v zimě

Martinova bouda (též Martinovka, německy Martinsbaude) je soukromý hotel v Krkonoších. Nachází se ve druhé zóně Krkonošského národního parku pod hlavním hraničním hřebenem v centrální části hor na jihovýchodním úbočí vrchu Vysoké kolo, v nadmořské výšce 1 250 až 1 255 m.  Z hlediska územního členění leží Martinova bouda v nejseverozápadnějším cípu Královéhradeckého kraje, potažmo okresu Trutnov, na katastrálním území Bedřichov v Krkonoších, části města Špindlerův Mlýn. Od Martinovy boudy spadá k jihovýchodu nevelký Martinův důl, protékaný Dvorským potokem, který na jeho spodním konci zleva ústí do Labe, coby jeden z jeho prvních přítoků.
Bouda patří k nejstarším v Krkonoších, byla založena kolem roku 1642, kdy se v neklidných dobách třicetileté války obyvatelstvo začalo více uchylovat do hor. Nynější jméno se odvozuje od jejího nájemce Martina Erlebacha, který boudu obnovil roku 1795. V současné době má Martinova bouda ubytovací kapacitu 52 lůžek a je v provozu celoročně.
Pro účel pěší turistiky je nejdostupnějším východiskem na Martinovu boudu Špindlerův Mlýn, z jehož centra zabere cesta po zelené značce přes Medvědí koleno a Medvědí boudu asi 7 km s 540m převýšením. Od Martinovy boudy výše počíná nejpřísněji chráněná I. zóna Krkonošského národního parku, kde je pohyb možný pouze po vyznačených cestách. Severovýchodním směrem je možno modrou značkou po asi jednom kilometru vystoupat do výšky zhruba 1 350 m na státní hranici s Polskem v Sedle nad Martinovkou mezi Velkým Šišákem a Mužskými kameny. Odtud k západu i východu po hraničním hřebenu probíhá červeně značená magistrála. Druhou možností je dát se od Martinovy boudy po zelené západním směrem, cestou, která traverzuje severním úbočím Labského dolu a nad Labským vodopádem po asi 2,5 km dospěje k rozcestí u Labské boudy ve výšce 1 312 m. Z tohoto rozcestí přibližně kilometr dále po červené severozápadním směrem leží symbolicky upravený pramen Labe.

Němá značka Martinovky

Mezi němými značkami Krkonoš Martinovu boudu představuje doširoka rozevřené písmeno M (jakoby obrácené W).